# Vähä-Arajärvi
Vähä-Arajärvi är en sjö i Finland. Den ligger i kommunen Ackas i landskapet Birkaland, i den södra delen av landet, 130 km nordväst om huvudstaden Helsingfors. Vähä-Arajärvi ligger 131 meter över havet. I omgivningarna runt Vähä-Arajärvi växer i huvudsak blandskog. Arean är 49,5 hektar och strandlinjen är 5,17 kilometer lång. Sjön  ingår i Kumo älvs huvudavrinningsområde. 